# ФК Осиек
Футболен клуб Осиек (на хърватски: Nogometni klub Osijek) е хърватски професионален футболен отбор от град Осиек, който се намира в източна Хърватия. Клубът е създаден през 1947 година след сливането на два отбора създадени от комунистическите власти в страната. Клубните цветове били червено и синьо но през 70-те години на ХХ век са променени на бяло и синьо. Клубът играе домакинските си мачове на Стадион Градски, който е с капацитет от 22 500 седящи места. Единствения по-значим трофей на клуба е купата на Хърватия спечелена през 1999 година.

## Успехи
Хърватия
- Първа хърватска футболна лига:
  -  Сребърен медал (1): 2020/21
  -  Бронзов медал (8): 1992, 1994/95, 1997/98, 1999/00, 2000/01, 2007/08, 2021/22, 2022/23
- Купа на Хърватия:
  -  Носител (1): 1999
    -  Финалист (1): 2011/12

Югославия
- Втора югославска футболна лига:
  -  Шампион (5): 1952/53, 1969/70, 1972/73, 1976/77, 1980/81
    -  Сребърен медал (5): 1957/58, 1966/67, 1970/71, 1973/74, 1975/76

## Славянското дерби
Мачът между двата най-големи отбора в източна Хърватия – ФК Осиек и ХФК Цибалия носи огромен заряд. Всеки мач между двата съперника гарантира както качествена игра на терена, така и дерби по трибуните, където са ултрасите на Осиек – „Кохорта“ и тифозите на Цибалия – „Ултраси“ от Винковци.

## Български футболисти
- Даниел Пеев: 2015 - (4 мача - 1 гол)